# Marco Di Costanzo (aviron)
Pour les articles homonymes, voir Marco Di Costanzo.
Marco Di Costanzo, né le 9 juin 1992 à Naples, est un rameur italien.

## Biographie
Il vient des quartiers espagnols de Naples.

## Palmarès

### Championnats du monde
| Discipline       | Chungju 2013 Corée du Sud | Amsterdam 2014 Pays-Bas | Aiguebelette 2015 France |
| ---------------- | ------------------------- | ----------------------- | ------------------------ |
| Quatre de pointe |                           |                         | Or                       |